# سانتا كروز (ماديرا)
سانتا كروز هي مدينة من مدن البرتغال. تقع في الجزء الشرقي من جزيرة ماديرا، يبلغ عدد سكانها 43 ألف نسمة وذلك حسب إحصائيات في عام 2011، ومساحتها 81.5 كم مربع.

## وصلات خارجية
- الموقع الرسمي